# Отоне (Пјаченца)
Отоне (итал. Ottone) је насеље у Италији у округу Пјаченца, региону Емилија-Ромања.
Према процени из 2011. у насељу је живело 211 становника. Насеље се налази на надморској висини од 495 м.

## Становништво
Према резултатима пописа становништва 2011. у општини је живело 570 становника.
| 1931. | 1936. | 1951. | 1961. | 1971. | 1981. | 1991. | 2001. | 2011. |
| ----- | ----- | ----- | ----- | ----- | ----- | ----- | ----- | ----- |
| 3.533 | 3.357 | 2.932 | 2.367 | 1.628 | 1.105 | 891   | 730   | 570   |